# Alice Phoebe Lou
Alice Phoebe Lou (ur. 19 lipca 1993) – południowoafrykańska piosenkarka, autorka tekstów. Wydała dwie EP oraz dwa albumy studyjne. W grudniu 2017 jej piosenka She z filmu Hedy Lamarr: Genialna i piękna została umieszczona na oscarowej shortliście „Najlepsza piosenka oryginalna”.

## Wczesne lata
Lou spędziła dzieciństwo w Kommetjie na zachodnim wybrzeżu Półwyspu Przylądkowego w Południowej Afryce. Uczęszczała do waldorfskiej szkoły. Jej rodzice są dokumentalistami. Jako dziecko pobierała naukę gry na pianinie, grać na gitarze nauczyła się samodzielnie. W 2010 spędziła letnie wakacje w Paryżu, najpierw mieszkała z ciotką, wkrótce przeniosła się do przyjaciółki i zaczęła zarabiać na tańcu z ogniem.

## Kariera
W trakcie gap year po ukończeniu szkoły średniej w RPA w 2012 wróciła do Europy, najpierw do Amsterdamu, a później do Berlina. W Berlinie zaczęła śpiewać i grać na gitarze po odkryciu, że jest to bardziej dochodowe niż taniec z ogniem. Rozważała studiowanie w RPA, ale ostatecznie zdecydowała się na zakup wzmacniacza i powrót do Berlina. W Berlinie występowała na stacjach kolejowych i w parkach. Po miesiącu zagrała w programie telewizyjnym. W 2014 samodzielnie wydała EP Momentum. Piosenka Fiery Heart, Fiery Mind z EP-ki pojawiła się na ścieżce dźwiękowej filmu Ayanda. Zaczęła także grać w salach koncertowych.
Po występie na TEDx w Berlinie zaczęła dostawać propozycje od wytwórni płytowych, ale wolała pozostać niezależna. W grudniu 2014 wydała album koncertowy Live at Grüner Salon, aby zdobyć fundusze na nagranie debiutanckiego albumu studyjnego.
W 2015 wyjechała na trasę koncertową oraz po raz pierwszy zagrała na festiwalu SXSW w USA. Pojawiała się na nim później co roku. Wystąpiła również w TEDGlobal w Londynie.
W kwietniu 2016 wydała album Orbit produkcji Matteo Pavesi i Jian Kellett-Liew. Była nominowana do nagrody dla najlepszej artystki na German Critics Award 2016 oraz zaproszona do kilku niemieckich programów telewizyjnych na wywiady i występy. W 2016 koncertowała w Europie, RPA oraz USA, zagrała również trzy koncerty w berlińskim planetarium.
W grudniu 2017 samodzielnie wydała EP Sola i książkę zatytułowaną Songs, poems and memories. Tego samego miesiąca ogłoszono, że jej piosenka She z filmu Hedy Lamarr: Genialna i piękna jest na shortliście do Oscarów w kategorii Najlepsza Piosenka Oryginalna. She była wydana jako cyfrowy utwór 23 lutego 2018 wraz z teledyskiem w reżyserii Natalii Baziny. W 2018 podczas Berlin Music Video Awards teledysk Lou She był nominowany do nagrody Best Song. W 2018 Alice Phoebe Lou koncertowała w Europie, USA, RPA, Japonii i Kanadzie.
Pierwszy singiel Something Holy z jej albumu Paper Castles został wydany 30 listopada 2018 15 stycznia 2019 drugi singiel, Skin Crawl, został wydany cyfrowo. Teledysk Skin Crawl zdobył w czerwcu trzecią nagrodę na Berlin Music Video Awards w kategorii najlepszy koncept. 15 lutego ukazał się trzeci singiel Galaxies, a 8 marca 2019 został wydany album.
W marcu 2019 Alice została artystką miesiąca Consequence of Sound. 6 maja ukazało się wideo Galaxies z udziałem Maisie Williams, nakręcone w Zeiss Planetarium w Berlinie.
12 lipca ukazała się EP: A Place of My Own (Mahogany Sessions) zawierająca cztery utwory z albumu Paper Castles nagranego na żywo w formacie cyfrowym, któremu towarzyszyło wideo z sesji nagraniowej na YouTube. 7 sierpnia ukazało się wideo do Lost in LA. Piosenka pochodzi z jej EP Sola.
15 listopada Alice udzieliła wywiadu w programie niemieckiej telewizji ZDF i wystąpiła ze swoim zespołem, wykonując Paper Castles.
W grudniu album Paper Castles znalazł się na 19. miejscu listy 50 najlepszych albumów w 2019 (magazynu NBHAP) oraz na 7. miejscu listy 35 najlepszych albumów i EP roku 2019 (magazynu FMS).
W 2019 miała ponad sto koncertów w Europie, Japonii, USA i Kanadzie. Podczas tej trasy 30 maja 2019 po raz pierwszy wystąpiła na scenie głównej Primavera Sound Festival w Barcelonie. Tego samego dnia miała także mniejszy koncert na scenie OCB Paper Sessions. 28 lutego 2020 Niemiecka Telewizja Bayerischer Rundfunk transmitowała jej PULS-festival koncert nagrany 30 listopada 2019 w Monachium. Pomimo intensywnej trasy koncertowej Lou nadal czasami występował w berlińskich parkach i na stacjach metra. Wiosną 2020 odbyła krótką trasę koncertową po Europie. Kilka koncertów było transmitowanych, np. w Arte.
6 marca 2020 zostało wydane (przez jej poboczny projekt Strongboi z Zivem Yaminem) nagranie zatytułowane Strongboi. Cyfrowa wersja singla została wydana 20 marca. Tydzień później, 13 marca, wydała singiel Witches. Następnie 10 kwietnia ukazała się cyfrowa wersja Honey Thighs, a 7 sierpnia Tuff Girl (kolejne single z pobocznego projektu Strongboi).
1 maja wydała 10-utworowy album Live at Funkhaus z koncertu Funkhaus Berlin w grudniu 2019. Dodatkowo opublikowano krótki film dokumentalny nakręcony i wyreżyserowany przez Juliana Culverhouse’a o trasie Paper Castles. 26 czerwca został wydany singiel Touch. 18 września został wydany winyl (fioletowy, 7-calowy) zawierający single Witches i Touch.
W listopadzie ogłoszono, że jej trzeci album studyjny zatytułowany Glow ukaże się w marcu 2021. 4 grudnia ukazał się singiel i wideo Dusk z nadchodzącego albumu Glow. 10 grudnia 2020 Alice nagrała niewydany utwór Paula McCartneya Deep Deep Feeling (z kampanii McCartneya 12 Days of Paul). 19 lutego 2021 ukazał się drugi singiel z nadchodzącego albumu, Dirty Mouth (wraz z teledyskiem). Album Glow został wydany 19 marca 2021.

## Dyskografia

### Albumy
- Live at Grüner Salon – wydany samodzielnie w 2014: płyty wyprzedane podczas występu[60] (wersje na mp3 stały się niedostępne po odświeżeniu sklepu internetowego w 2019)
- Orbit – wydany samodzielnie w 2016 w wersji CD i winylowej (promowany przez wytwórnię Motor Entertainment)[61]
- Paper Castles(inne języki) – 8 marca 2019 w wersji CD i winylowej (wydany na usługach Motor Entertainment)[62][63]
- Live at Funkhaus – wydany samodzielnie 1 maja 2020 w wersji cyfrowej i na winylu[52]
- Glow – wydany samodzielnie 19 marca 2021 w wersji cyfrowej i winylowej[59]

### Minialbumy (EP-ki)
- Momentum – 2014, płyty CD wyprzedane podczas koncertu (wersje na mp3 stały się niedostępne po odświeżeniu sklepu internetowego w 2019)
- Sola – 2017 w wersji winylowej (12 -calowej) i na mp3
- A place of my own – 2019, debiut na kanale Mahogany Session (You Tube)[37]

### Single
- Single Something Holy – 2018, winyl 7-calowy, wersja instrumentalna na strona B
- Witches, Touch – 2020, winyl 7-calowy